# Brun strömstare
Brun strömstare (Cinclus pallasii) är en asiatisk fågel i familjen strömstarar inom ordningen tättingar.

## Utseende
Brun strömstare är en enhetligt brun 20 centimeter lång knubbig fågel med smal näbb. Ungfågeln är genomgående fläckad med vitt eller rödgulbrunt.

## Levnadssätt
Arten lever vid småsjöar och strömmande vatten i bergstrakter. Där födosöker den, liksom övriga arter i familjen och unikt för tättingar genom att dyka efter vattenlevande djur. Den kan också ses vada i grundare delar och plocka mindre djur från botten. Det är framför allt mellan december och april som den dyker, när tillgången på större djur är som störst och när fågeln också häckar och därför behöver mer mat. Även ungfåglarna kan dyka efter föda. En liten population som förekommer vid en varm källa i bergskedjan Suntar-Khayata i den ryska delrepubliken Sacha kan födosöka under vattenytan när lufttemperaturen är så låg som -55° C.

## Utbredning och systematik
Brun strömstare förekommer i bergstrakter i Asien och delas in i fyra underarter med följande utbredning:
- Cinclus pallasii tenuirostris – centrala Asien och Himalaya
- Cinclus pallasii dorjei – östra Sikkim, Assam, östra Tibet, norra Myanmar och norra Thailand
- Cinclus pallasii pallasii – nordöstra Asien, Japan, västra Kina, norra Thailand och norra Vietnam
- Cinclus pallasii marila – nordöstra Indien (Khasibergen)

## Status och hot
Arten har ett stort utbredningsområde och en stor population med stabil utveckling och tros inte vara utsatt för något substantiellt hot. Utifrån dessa kriterier kategoriserar internationella naturvårdsunionen IUCN arten som livskraftig (LC). Världspopulationen har inte uppskattats men den beskrivs som vanlig och vida spridd.

## Namn
Fågelns vetenskapliga artnamn hedrar Petrus Simon Pallas (1741–1811), allmänt känd som Peter Simon Pallas, tysk naturforskare i rysk tjänst.

## Bildgalleri

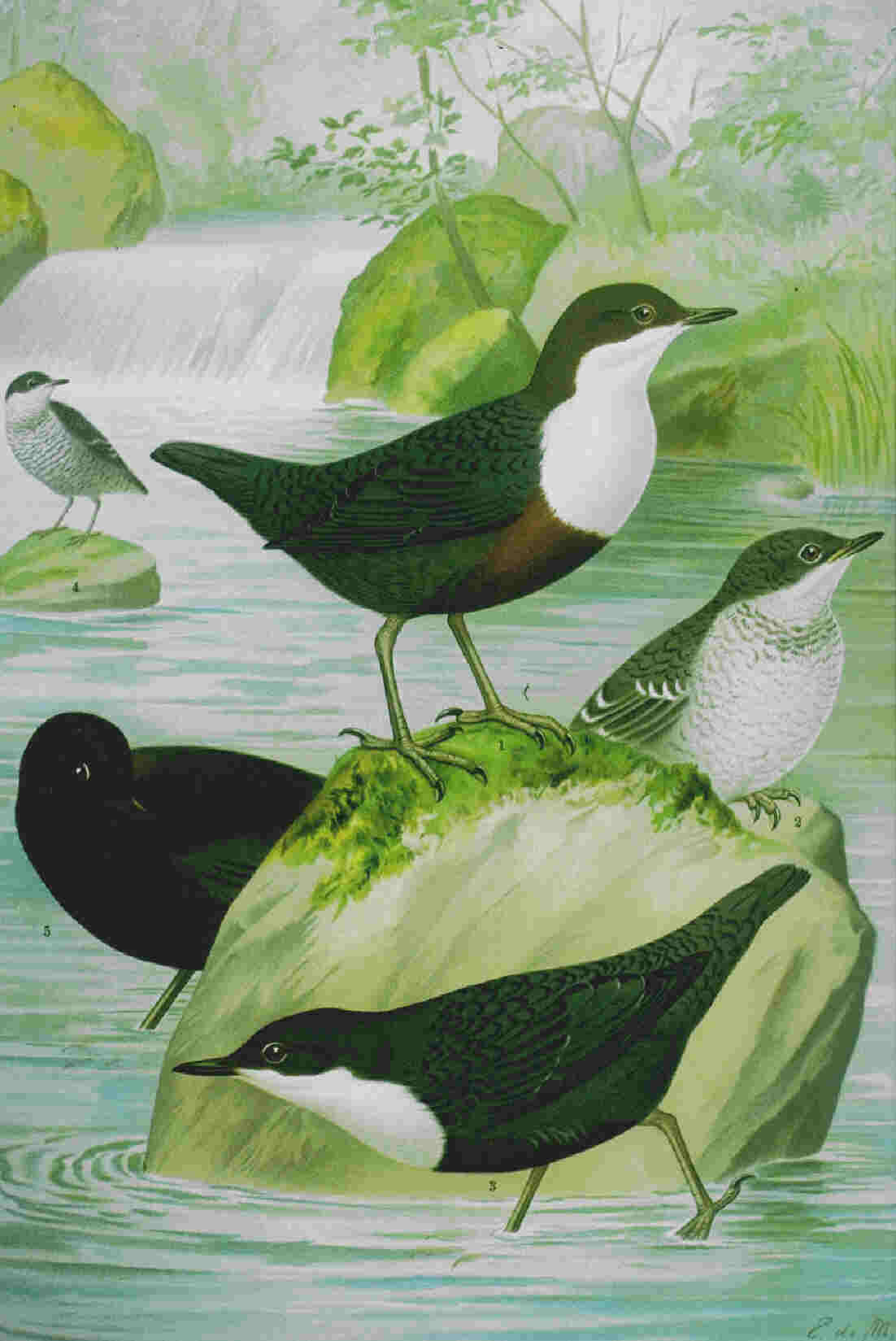
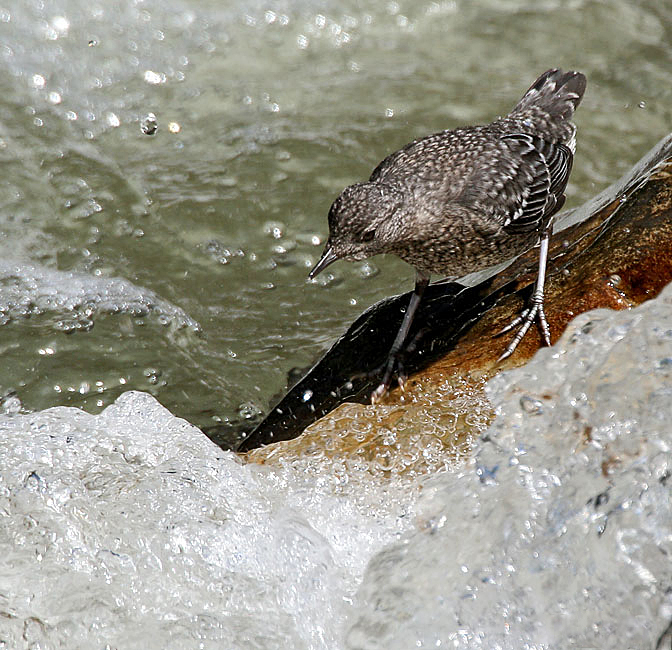
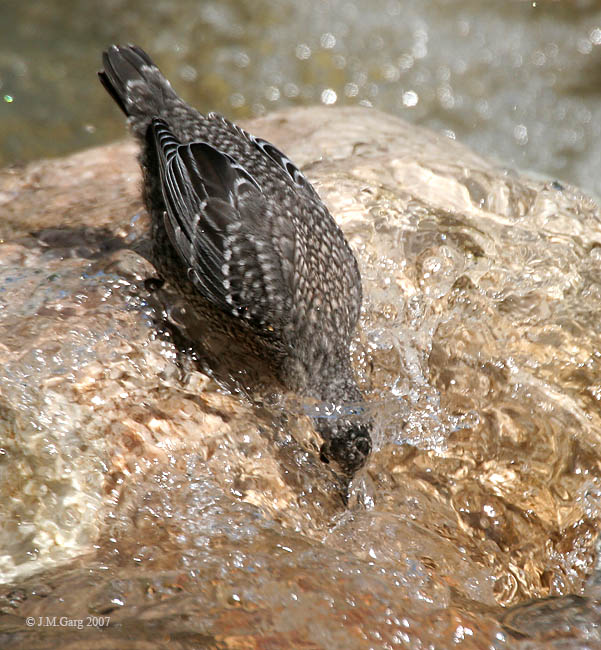
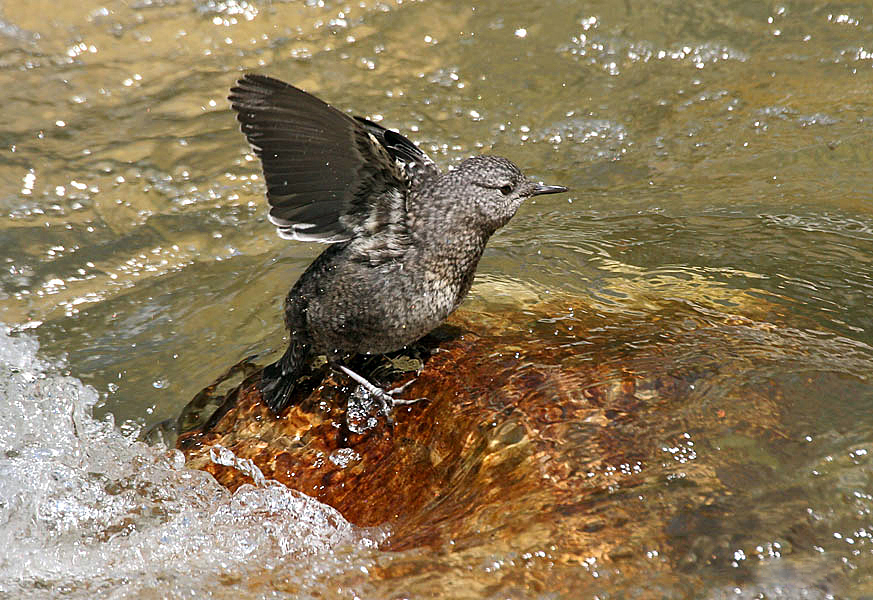
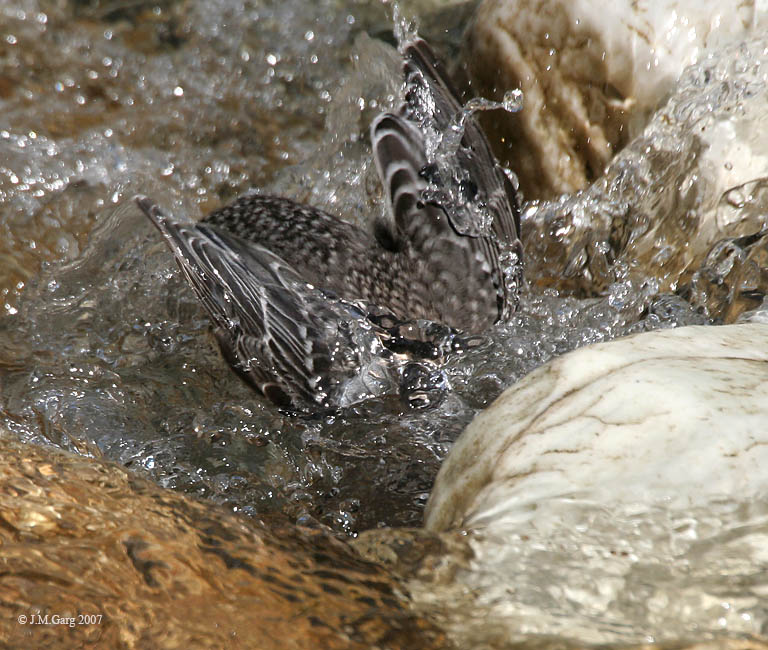
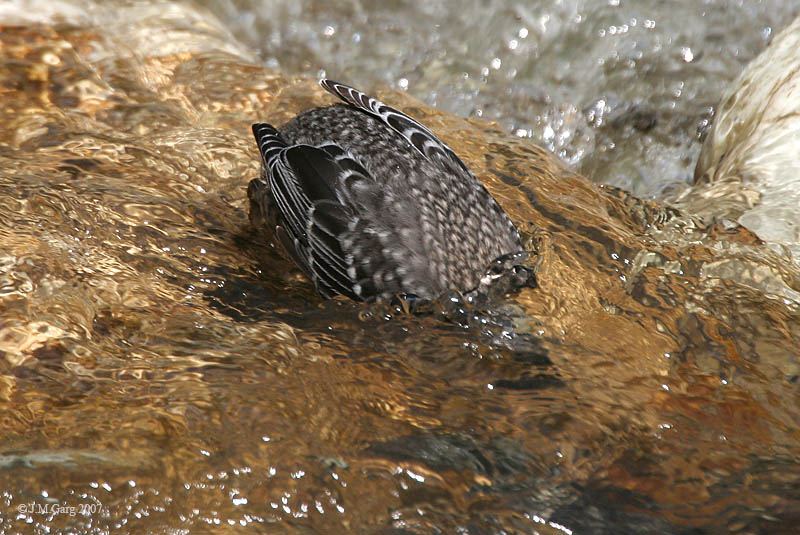
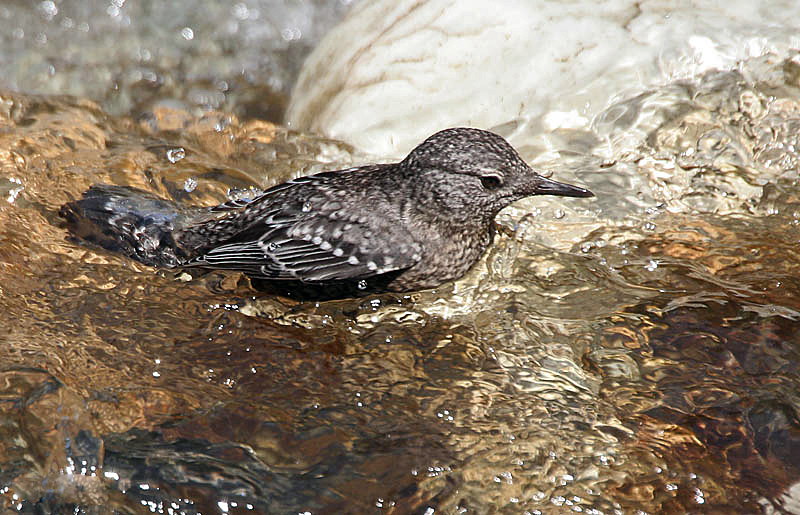
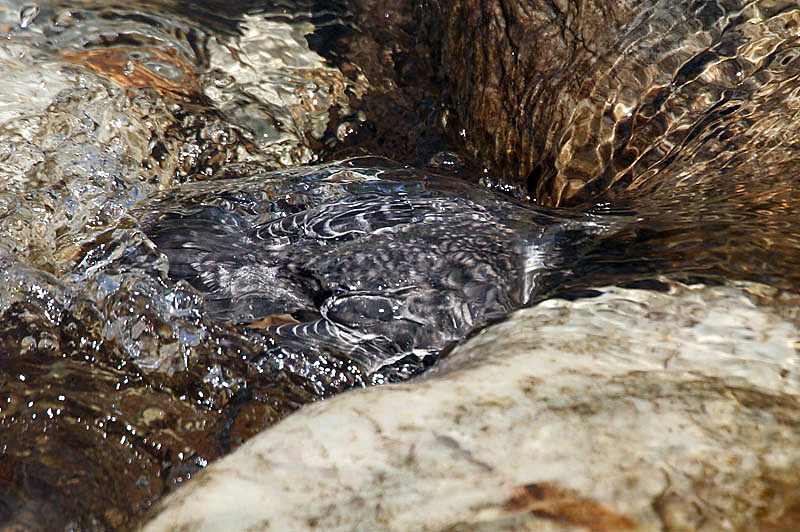
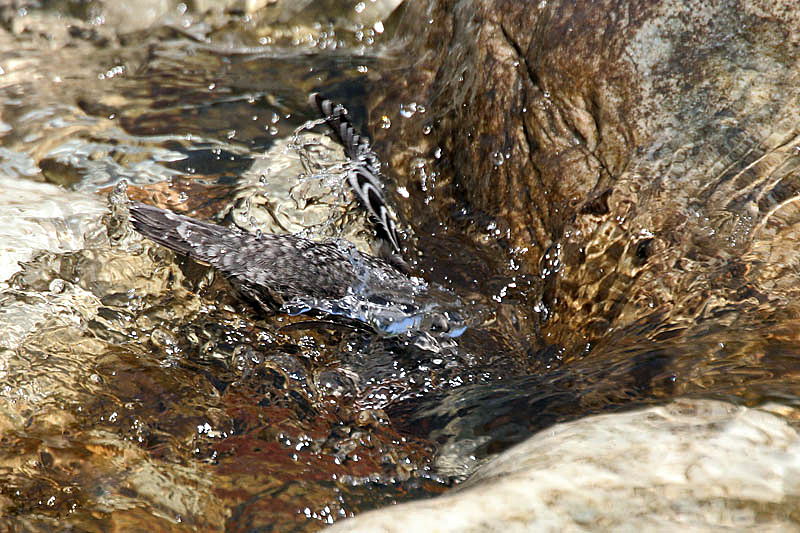